# 장민정
장민정(1986년 ~ )은 대한민국의 YTN 아나운서다
- 2010년 9월 장민정의 신문기자 데뷔
- 2011년 2월 KBS 경인 아나운서 첫 잠시 데뷔 하여 2012년 7월 KBS 경인 마지막 빠른 2년만에 마감 마무리 하여 막을내리고 마치고 YTN 아나운서 첫 데뷔 이직 했다.
- 2012년 7월 다시 재개 KBS 경인 아나운서 데뷔 더 이상 돌아 올 수 없게 되었고 더 이상 할 수 없게 되었다.
- 2012년 7월 YTN 아나운서 첫 데뷔 이직 하여 현재 이르고 있다.